# 李忱 (隆慶進士)
李忱（1542年—1577年），字誠甫，號思亭，福建泉州晉江縣人，民籍，明朝政治人物。

## 生平
隆慶四年（1570年）庚午科福建鄉試第十一名舉人。隆慶五年（1571年）中式辛未科會試第二十三名，三甲第四十二名進士，兵部觀政，授江西安福县知县，萬曆二年（1574年）调直隶广宗县，萬曆五年卒。

## 家族
曾祖李瑄，七品散官；祖父李至；父李士夔，母丁氏；繼母陳氏。永感下。兄世材；大洵；大進。弟大瀾（知州）、大灏、大潞、大深、大涔、大淮、大清。